# Öko-Schule (Auszeichnung)

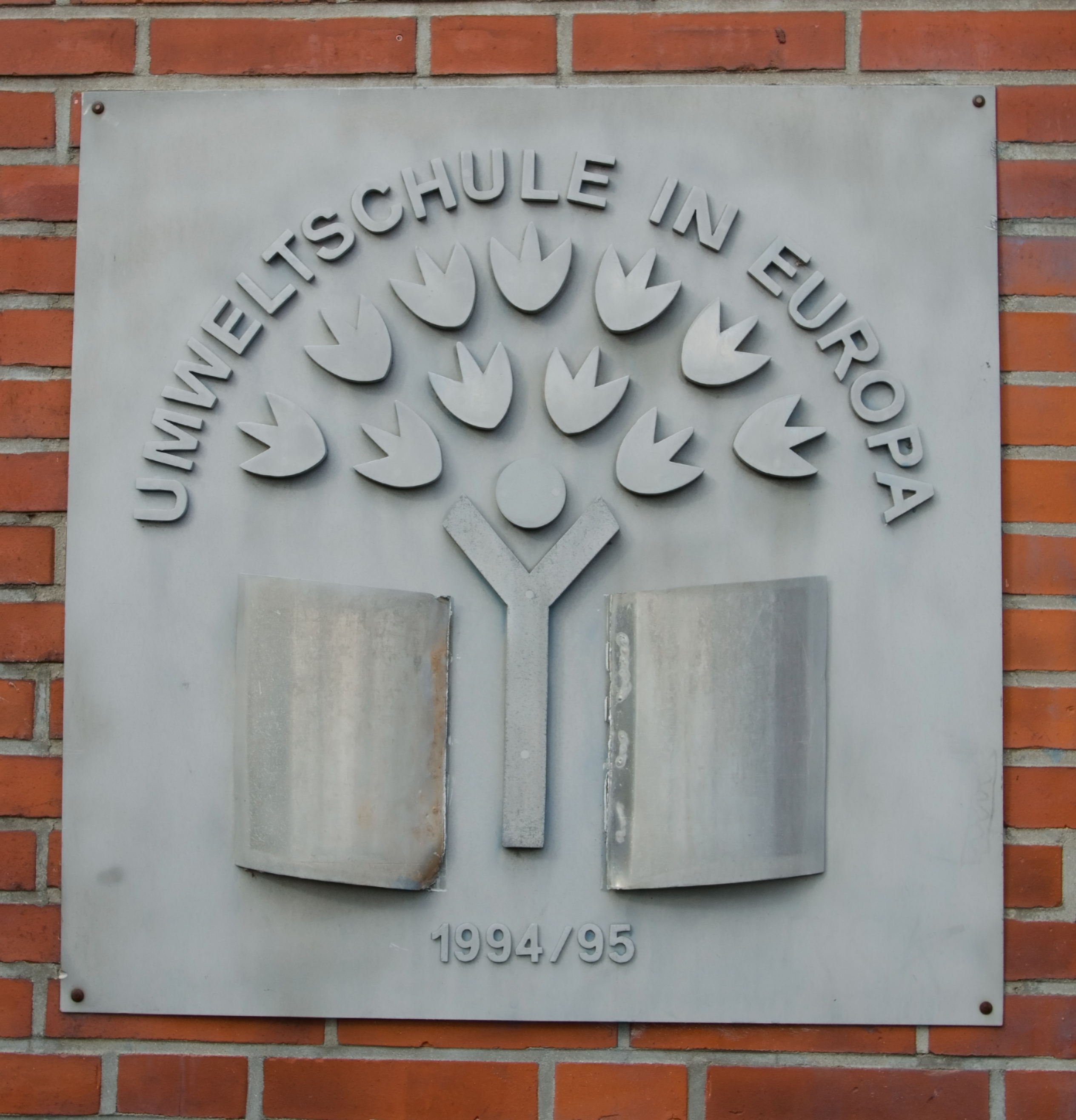
Auszeichnungstafel an einer Schule (Umweltschule in Europa, Name des Programms in Deutschland)

Öko-Schule ist ein Programm beziehungsweise eine Auszeichnung für Schulen, die im Schulalltag ökologische Anliegen umsetzen und Umweltbildung fördern.

## Grundlagen
1992 fand die richtungweisende UN-Konferenz der Vereinten Nationen über Umwelt und Entwicklung (On Environment and Development) statt. Im Juni 1995 vereinbarte die Konferenz der Länderkoordinatoren des internationalen
OECD/CERI-Netzwerks Environment and School Initiatives (ENSI) bei einer Tagung in Wien, ECO-Schools als eines der fünf gemeinsamen Themen festzusetzen.

## Weltweite Eco-Schools der FEE
Die Foundation for Environmental Education (FEE, Stiftung für Umwelterziehung), eine Nichtregierungsorganisation in Kopenhagen, hat ab 1994 dieses Programm ins Leben gerufen.
Die Bedingungen umfassen ein bewusstes Auseinandersetzen mit Aspekten des Umweltschutz- und Nachhaltigkeitgedankens und stehen im Gedanken der Erd-Charta und der Lokalen Agenda 21. Zu den Themen des Programmes gehören Wasser, Abfall, Energie und Schulmilieu, weiters auch Natur und Biodiversität, Transport und nachhaltige Mobilität, Gesundheit, Lärm, und Klimawandel. Ziel ist, ökologiebewusste Erziehung in den Unterricht zu integrieren, und einen schuleigenen ökologischen Kodex zu entwickeln.
Der Preis ist die Green Flag (Grüne Flagge), in manchen Ländern in Gold, Silber und Bronze.
Das Projekt erfolgt in Zusammenarbeit unter anderem mit der UNEP und der Europäischen Union, wo es in den strukturschwächeren Ländern über Mittel des Europäischen Sozialfonds gefördert wird.
Es wurde (Stand März 2022) in 74 Ländern umgesetzt – darunter fast allen Länder Europas – und umfasste weltweit 59.000 Schulen
Nationale Umsetzung:
- Deutschland: Umweltschule in Europa/Internationale Agenda 21-Schule – 350 Schulen (Stand 2005/2006)
- Schweiz: Eco-Schools Schweiz Suisse Svizzera – In der Schweiz entwickelt durch den Verein J’aime ma Planète[7]

## ÖKOLOG in Österreich
Österreich nimmt nicht am FEE-Programm teil, sondern hat ab 1995 ein eigenständiges Projekt namens Ökologisierung von Schulen – Bildung für Nachhaltigkeit (ÖKOLOG) ins Leben gerufen, das Ökoschulen auszeichnet, und am Unterrichtsministerium betrieben wird.
Schon 1986 war das Programm Umwelt und Schulinitiativen auf Initiative des Unterrichtsministers vom österreichischen Center for Educational Research and Innovation  (CERI) der OECD eingerichtet worden, zu dem ÖKOLOG eine Ergänzung und Erweiterung bildet. Dafür wurde die Plattform als Projekt des FORUM Umweltbildung eingerichtet.
Die ÖKOLOG-Aktivitätsfelder sind, analog zu den FEE-Themen: Emissionen vermeiden, Kultur des Lehrens und Lernens, Gesundheitsförderung, nachhaltiger Konsum und Lebensstile, Ressourcen sparen, Raum in und um die Schule, Schulentwicklung und Schulprogramm oder Zusammenarbeit mit dem Schulumfeld.
1996 wurde das Projekt mit 22 Pilotschulen begonnen, 2000 ist das ÖKOLOG-Schulnetzwerk in Betrieb genommen worden. Heute sind in Österreich 722 Schulen (Stand 06/2023) im ÖKOLOG-Programm aktiv und werden ÖKOLOG-Schulen bezeichnet.